# Chasing Lights
„Chasing Lights“ е първият студиен албум на британската поп-група Сатърдейс издаден през октомври 2008. Албумът достига номер девет във Великобритания и с общи продажби от 686 721 копия във Великобритания получава два пъти платинена сертификация.

## Списък с песните

### Оригинален траклист
1. „If This Is Love“ – 3:23
2. „Up“ – 4:05
3. „Keep Her“ – 3:01
4. „Issues“ – 3:32
5. „Lies“ – 3:51
6. „Work“ – 3:11
7. „Chasing Lights“ – 4:01
8. „Set Me Off“ – 3:04
9. „Fall“ – 3:22
10. „Vulnerable“ – 4:04
11. „Why Me, Why Now“ – 3:46
12. „Up“ (Wideboys Remix Edit) (бонус трак) – 3:01

### 2009 преиздание
1. „Just Can't Get Enough“ (радио mix) – 3:05
2. „Up“ (Wideboys Remix редактиран) – 3:01